# ウィリアム・モンタギュー (第2代ソールズベリー伯)
第2代ソールズベリー伯、第4代モンタギュー男爵およびマン島の王ウィリアム・モンタギュー（William Montagu, 2nd Earl of Salisbury, 1328年6月25日 - 1397年6月3日）は、百年戦争時にエドワード3世のフランス遠征において、イングランド軍の指揮官を務めたイングランド貴族である。ガーター騎士団創設時の騎士の一人。また、独立したマン島王国の2代目の王である。

## 生涯
ウィリアムはサマセットのドニヤットで、初代ソールズベリー伯ウィリアム・モンタギューとその妻キャサリン・グランディソンの長男として生まれた。妹のフィリッパ（1382年1月5日没）は、第2代マーチ伯ロジャー・モーティマーの妻となった。1344年、父の死に伴い、ウィリアムは伯位とマン島国王の称号を継承した。1346年7月13日、バチェラー騎士に叙せられた。1348年、当時国王の従姉妹と結婚していたウィリアムは、ガーター騎士団創設時に騎士の一人に叙せられた。

### 最初の結婚
1340年代初頭、ウィリアムは国王の従姉妹でありイングランド王女でもあったジョーン・オブ・ケントと結婚した。ウィリアムと花嫁は共に同年齢で、共に10代前半であった。ウィリアムはこの結婚に対し誠実であったが、ジョーンが既に12歳でトマス・ホランドが十字軍遠征のためにイングランドを離れる直前にマス・ホランドと密かに結婚していたことを知らなかった。1348年にイングランドに戻ったホランドは、ジョーンを自らの妻であると宣言し、復縁を求めた。この問題を調査するための調査が行われ、ジョーンは確かにホランドと結婚しており、その結婚は法的に有効であると判明した。したがって、ウィリアム自身とジョーンとの結婚は無効であった。ウィリアムは、ジョーンの代理人に干渉し、証言できないようにジョーンを監禁することで、審理を妨害しようとした。ウィリアムは、ホランドによる二度目の嘆願と教会からの命令を受けて、ようやくジョーンを釈放した。ジョアンはホランドとの結婚に同意し、それが完了したと証言した。調査の結果を受け、ウィリアムとジョーンとの結婚は1349年に教皇によって無効とされた。ウィリアムとジョーンが結婚期間中に同棲していたかどうかは、記録が残っていないため不明である。

### 軍歴
21歳になったウィリアムは、有能な軍司令官となる兆しを見せていた。王族との結婚の失敗にも関わらず、ウィリアムは自身の能力を武器に急速に昇進していった。その後もフランスにおいてイングランド軍の司令官を務め、1355年にはエドワード黒太子軍の後衛司令官を務め、1356年にはポワティエの戦いでも司令官を務め、さらに1357年、1359年、1360年にも司令官を務めた。1360年には、ブレティニー条約交渉委員の一人となった。
この条約によって平穏な時代が訪れ、その間ウィリアムは国王の評議会に所属し、エドワード3世と緊密に連携した。1361年10月、エドワード黒太子はウィリアムの元妻ジョーンと結婚した。ウィリアムは1369年に戦場に戻り、ジョン・オブ・ゴーントの北フランス遠征に従軍し、その後も他の襲撃や遠征に参加し、フランスとの休戦交渉を試みるいくつかの任務にも従軍した。ウィリアムはリチャード2世のワット・タイラーの反乱鎮圧に協力した。1385年には、リチャード2世のスコットランド遠征に同行した。
1392年から1393年にかけて、ウィリアムはマン島の領主権をボルトンのウィリアム・ル・スクロープに売却した。

### 2度目の結婚

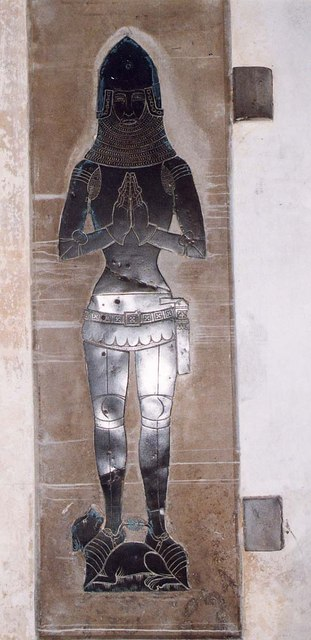
サー・ウィリアム・ソールズベリー（1383年没）の真鍮像（ワイト島、カルボーン、オールセインツ教区教会）

ウィリアムは、第9代ムーン男爵ジョン・ド・ムーンの娘エリザベスと結婚した。二人は一男二女をもうけ、バークシャーのビシャム・マナーに居を構えた。一人息子のサー・ウィリアムは、第11代アランデル伯リチャード・フィッツアランの娘エリザベス・フィッツアランと結婚したが、1383年の馬上槍試合で戦死し、子を残さなかった。そのため、ウィリアムが1397年に死去すると、伯位は甥である第3代ソールズベリー伯ジョン・モンタギューに継承された。

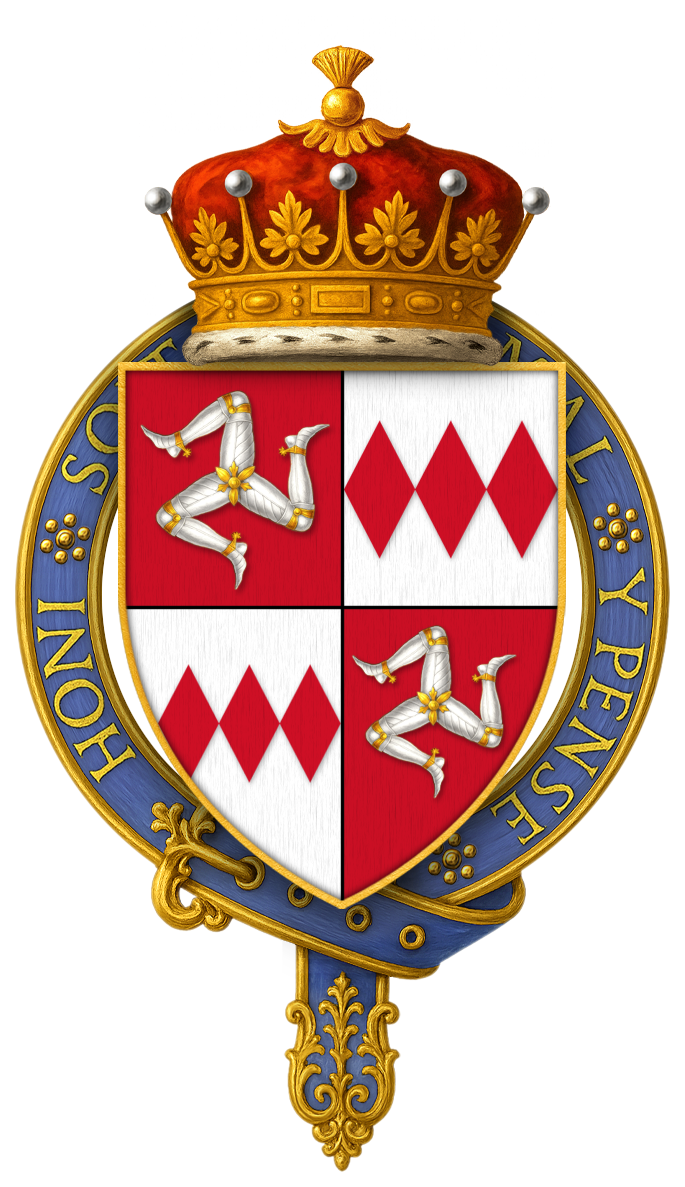
ウィリアム・モンタギューの紋章